# Sula vie Dilejo
|  | Denne artikel er oprettet af botten PalnaBot ud fra en ekstern database. Den kan derfor have sproglige fejl eller mangler. Denne skabelon kan fjernes efter kontrol af indholdet. |

Sula vie Dilejo er en film instrueret af Erik Slentø.

## Handling
Et filmdigt baseret på Auguste Rodins skulptur BORGERNE FRA CALAIS.